# Open Audio License
La Open Audio License es una licencia musical gratuita, creada por la fundación Electronic Frontier Foundation (EFF). Sirve para designar música de libre uso. La EFF ahora alienta a los artistas a usar la Creative Commons Atribución-Compartir Obras Derivadas Igual en lugar de la Open Audio License, y "designa la licencia Creative Commons Atribución-Compartir Obras Derivadas Igual como la versión 2 de la Open Audio License".
La publicación de la primera versión de la Open Audio License estimuló la creación del Open Music Registry para dar soporte a la licencia y proveer un directorio donde encontrar obras publicadas bajo la misma.